# Streptanus iliensis
Streptanus iliensis är en insektsart som beskrevs av Mitjaev 2000. Streptanus iliensis ingår i släktet Streptanus och familjen dvärgstritar. Inga underarter finns listade i Catalogue of Life.